# Brasão de Díli

Brasão colonial de Díli

A cidade de Díli possui um brasão que a representa há pelo menos 240 anos, algo que várias outras possessões portuguesas, mesmo de maior porte, ainda levariam muito tempo para ostentar. Na obra de Almeida Langhans, "Armorial do Ultramar Português", o símbolo original da cidade é reproduzido de outra antiga publicação, "Brasões das Villas e Cidades de Portugal", de Afonso Dornellas, publicada em fins do século XVIII. Trata-se de: 
- um escudo estilo francês de campo prata, onde estão quatro alabardas atadas por fita azul, debruada de prata, hasteadas de ouro, e um venábulo com manga de azul realçada a ouro.
Tal brasão é reformado no início da década de 1950, e uma nova versão é introduzida pelo Diploma Legislativo Ministerial n.º 1, publicado em Díli em 31 de Maio de 1952. Somente dez anos depois, a Portaria do Ministério do Ultramar português de n.º 19409, publicada a 1 de Outubro de 1962 traz as especificações do brasão de Dili:
"...em campo vermelho uma árvore de sândalo de prata, entre dois troféus atados por fita azul, debruada de prata, e constituídos por quatro alabardas de prata, hasteadas de ouro, e um venábulo com manga de azul realçada a ouro. Listel branco com os dizeres «O Sol logo em nascendo vê primeiro".
Note-se que, de acordo com as regras da Heráldica, as armas originais de uma localidade nunca devem ser descartadas, salvo se ocorrer uma ruptura drástica da ordem política e social. Assim, o brasão original de Timor foi "inserido" na nova versão - são as lanças que aparecem ao lado da árvore de sândalo. No original, as lanças estavam em um escudo formato francês prateado, em tamanho maior, e não duplicadas. A frase adotada no listel é um fragmento dos Lusíadas, de Luís de Camões, onde o autor menciona Timor. 
O brasão reformado traz ainda a coroa mural, peça da heráldica utilizada em municípios de vários países. Nos municípios brasileiros e portugueses, a tradição requer que ela apresente cinco torres, demonstrando a condição de cidade. A cor amarela (representando a cor do ouro) é reservada às capitais.
Em 1969, em comemoração ao bicentenário da cidade como capital de Timor Português, foi lançado um selo comemorativo onde o novo brasão surgia estampado.  
O brasão da imagem permaneceu como oficial até o fim da presença portuguesa. Não há informações sobre um brasão da cidade durante a ocupação indonésia nem sobre a instituição de novos símbolos para a capital de Timor após a restauração da independência.